# Batote, Srbija
Batote (izvirno srbsko Батоте) je naselje v Srbiji, ki upravno spada pod Občino Brus; slednja pa je del Rasinskega upravnega okraja.

## Demografija
V naselju živi 450 polnoletnih prebivalcev, pri čemer je njihova povprečna starost 49,5 let (46,7 pri moških in 52,6 pri ženskah). Naselje ima 170 gospodinjstev, pri čemer je povprečno število članov na gospodinjstvo 2,92.
To naselje je, glede na rezultate popisa iz leta 2002, večinoma srbsko, a v času zadnjih treh popisov je opazno zmanjšanje števila prebivalcev.
|  |

| Demografija | Demografija     | Demografija     |
| Leto        | Št. prebivalcev | Št. prebivalcev |
| ----------- | --------------- | --------------- |
|             |                 |                 |
|             |                 |                 |
|             |                 |                 |
|             |                 |                 |
| 1948        | 1007            |                 |
| 1953        | 1099            |                 |
| 1961        | 1128            |                 |
| 1971        | 1070            |                 |
| 1981        | 918             |                 |
| 1991        | 699             | 662             |
| 2002        | 541             | 498             |
|             |                 |                 |

| Etnična sestava po popisu iz leta 2002 | Etnična sestava po popisu iz leta 2002 | Etnična sestava po popisu iz leta 2002 | Etnična sestava po popisu iz leta 2002 | Etnična sestava po popisu iz leta 2002 |
| -------------------------------------- | -------------------------------------- | -------------------------------------- | -------------------------------------- | -------------------------------------- |
| Srbi                                   | Srbi                                   |                                        | 496                                    | 99,59%                                 |
| Neznano                                | Neznano                                |                                        | 2                                      | 0,40%                                  |